# Walts-Kliff
Das Walts-Kliff ist ein markantes Felsenkliff im westantarktischen Marie-Byrd-Land. In der Flood Range ragt es auf der Nordostseite der Basis des Mount Berlin auf.
Der United States Geological Survey kartierte es anhand eigener Vermessungen und Luftaufnahmen der United States Navy aus den Jahren von 1959 bis 1966. Das Advisory Committee on Antarctic Names benannte es 1974 nach Dennis Shelby Walts (* 1944) vom United States Weather Bureau, Meteorologe auf der Amundsen-Scott-Südpolstation im Jahr 1970.